# تونين (تدسي)
تونين هو دُوَّار يقع بجماعة تدسي نيسدلان، إقليم تارودانت، جهة سوس ماسة في المملكة المغربية. ينتمي الدوّار لمشيخة تدسي التي تضم 28 دوار. يقدر عدد سكانه بـ 66 نسمة حسب الإحصاء الرسمي للسكان والسكنى لسنة 2004.
دوار تونين هو دوار يقع في منطقة سوس بالمغرب ينتمي إلى قبيلة إسندالن، يتميز هذا الدوار بشجرة «توفاكنار» هذه الشجرة تعتبر من أكبر أشجار «الأركان» في المنطقة وجاء اسمها هذا لأنها تتميز بظلها الخلاب والمجذب للناس، ويتكلم سكان هذا ة دالدوار اللغة الأمازيغية التي ورثوها من أجدادهم الأوائل، كما يتميز دوار «تونين» بموقعه الجغرافي المتميز عن باقي الدواوير حيث يقعوفي أعلى تلة ويحده من الغرب دوار «واغيلاس وتيلازين» ومن الشرق «تازروت» ومن الشمال «وانمسا» ومن الجنوب دوار «تيفساسن» ومن المآثر التاريخية لهذا الدوار «تيكمي نحماد اوحو» أي منزل حماد احمو، وحسب سكان هذا الدوار فإن هذا المنزل بني منذ زمن بعيد وهناك من يقول أنه مسكون... و«إزيك نزكزا» وهو جبل شاهق وشديد الإنحدار يعطي جمالية أكثر لهذا الدوار.

## روابط خارجية
- البوابة الوطنية للجماعات الترابية نسخة محفوظة 12 مارس 2018 على موقع واي باك مشين.
- المندوبية السامية للتخطيط